# Asarum pellucidum
Asarum pellucidum är en piprankeväxtart som beskrevs av S. Hatusima & E. Yamahata. Asarum pellucidum ingår i släktet hasselörter, och familjen piprankeväxter. Inga underarter finns listade i Catalogue of Life.